# Eutelia cantonensis
Eutelia cantonensis är en fjärilsart som beskrevs av Chu och Chen 1962. Eutelia cantonensis ingår i släktet Eutelia och familjen nattflyn. Inga underarter finns listade i Catalogue of Life.